# Il Cairo storico
Il Cairo storico (Ar.قاهرة المعز, Qahirat al-Maez, En. Islamic Cairo) anche il Cairo d'epoca medievale occupa, nel centro della città del Cairo, lo spazio della città intra-muraria che circonda la Cittadella del Cairo ed è caratterizzata dalla presenza di centinaia di moschee, madrase, tombe, magioni, caravanserragli e fortificazioni dell'Età islamica.
Nel 1979, è stato proclamato Patrimonio dell'umanità dall'UNESCO come "una delle più vecchie città islamiche [e] nuovo centro del Mondo Islamico che visse la propria età dell'oro nel XIV secolo". Il sito versa oggi in condizioni di sfacelo in quanto quartiere altamente degradato della capitale egiziana nel quale i monumenti sono ancora oggi soggetti a furti frequenti.

## Storia
Dopo la fondazione del Cairo a nord-est di Fustat nel 959, i Fatimidi eressero un complesso palaziale, sia per scopo residenziale-dinastico sia quale centro amministrativo. Questa cittadella venne circondata da un circuito murario, riedificato in pietra al termine dell'XI secolo dal visir al-Badr al-Jamali, le cui vestigia sono oggi le porte fortificate di Bab Zuwayla (sud), Bab al-Futuh e Bab al-Nasr (entrambe a nord).

## Monumenti

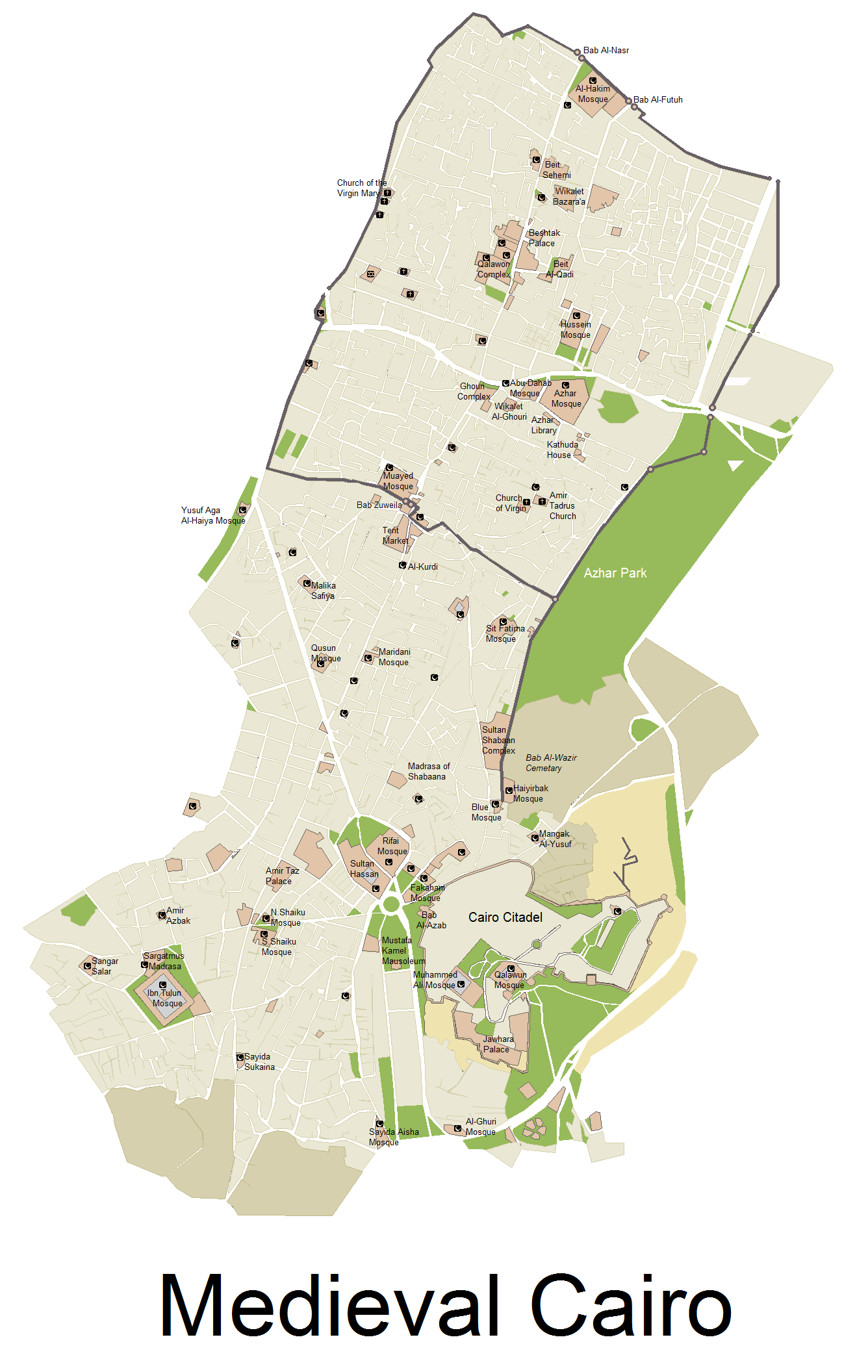
Mappa de Il Cairo storica.

Zona settentrionale del Cairo storico: 
- Porte

Bab al-Futuh, Bab al-Barakiyyah, Bab al-Nasr, Bab al-Bahr, Bab al-Wazir, Bab al-Jadid, Bab Khan al-Khalili, Bab Zuwayla,
- Strade principali

Via Al-Muizz, Al-Qasabah, Al-Khayamiya.
- Moschee

Moschea di Al-Ashraf, Moschea di al-Azhar, Complesso del Sultano Al-Ghuri, Moschea di Al-Hakim, Moschea di al-Husayn, Moschea di Al-Salih Tala'i, Moschea di Amir Jamal al-Din Al-Ustadar, Moschea di Al-Aqmar, Complesso del Sultano -Al-Ashraf Qaytbay, Moschea di Abu Dahab, Moschea del Sultano -Al-Muayyad, Moschea e Madrassa del Sultan Barquq, Moschea e Sabil di Sulayman Agha Al-Silahdar, Complesso di Qalawun.
- Madrasse

Università al-Azhar, Khanqah di Baybars II, Madrassa di Al-Nasir Muhammad, Madrasa e Cupola di Al-Saleh Nagm Al-Din Ayyub, Madrassa e Moschea del Sultan Barquq, Sabil e Kuttab di Katkhuda.
- Altre strutture

Parco di Al-Azhar, Bayt Al-Suhaymi, Palazzo Beshtak, Chiesa della Vergine Maria, Khan el-Khalili, Khan al-Attarin, Qasaba di Radwan Bey, Sabil-Kuttab-Wikala del Sultano Qa'it Bay, Wikala del Al-Sultan Qaytbay, Wikala del Al-Ghuri, Khan al-Khiameya.
Zona meridionale del Cairo storico: 
- Strade principali

Via Al-Saliba, piazza Al-Qala'a.
- Moschee

Mosche di Al-Nasir Muhammad, Moschea di al-Rifa'i, Moschea e Madrassa del Sultano Hassan, Complesso funebre Khayrbak, Mosche di Amir Qijmas al-Ishaqi, Mosche di Juyushi, Mosche di Lulua, Moschea e Khanqah di Shaykhu, Moschea di Amir al-Maridani, Moschea di Muhammad Ali, Moschea di Qani-Bay, Moschea di Qanibay al-Muhammadi, Moschea di Taghribirdi, Moschea di Sayeda Aisha, Moschea di Ibn Tulun, Moschea di Al-Sayeda Zainab, Moschea di Sulayman Pasha, Madrasa di Sarghatmish.
- Musei

Palazzo Al-Gawhara, Palazzo Amir Taz, Museo delle Carrozze, Museum della Polizia, Museo Gayer Anderson.
- Altre strutture

Palazzo Amir Alin Aq, Palazzo Bayt Al-Razzaz,Cittadella del Cairo, Palazzo Yashbak, Tomba di Salar e Sangar al-Gawli.
Il Cairo storico ingloba anche gli edifici storici della Qarafa settentrionale, di fronte alla Cittadella del Cairo e sottostante collina di Moukkattam, nonché alcune strutture antiche sulle al Moukkattam stesso.